# So toll wie anno dazumal
So toll wie anno dazumal ist ein deutsches Filmlustspiel aus dem Jahre 1962 von Franz Marischka mit Karin Baal und Peter Kraus in den Hauptrollen.

## Handlung
Klaus betreibt mit seinen Kommilitonen Susanne, Dieter und Jürgen ein Studentenkabarett, doch das Publikum bleibt leider weitgehend aus. Eines Tages taucht ein gewisser Herr Brenders auf und teilt den jungen Leuten mit, dass er der neue Besitzer dieses Etablissements sei. Er gedenke zwar, den Laden komplett umzukrempeln, werde aber sie alle, das menschliche Inventar, behalten, und zwar solle jeder von ihnen fortan eine Rolle spielen. Aus dem erfolglosen Studentenkabarett wird ab sofort die nostalgische „Lu-Lila-Bar“, die ein Flair von Charleston und den wilden Zwanziger Jahre verströmen soll. Endlich kann Susanne dadurch die Miete für ihr Zimmer bezahlen. Ihre Vermieterin Frau Sommer hatte nach der ausgebliebenen Mietbegleichung das Zimmer bereits an Thomas weitervermietet, doch angesichts auch seines leeren Portemonnaies durfte auch er nicht lange bleiben. Daraufhin ging Thomas zu Freund Rolf, der ihm Unterkunft bot. Durch seine permanente Anwesenheit wurde das Liebesglück von Rolf und Evelyn massiv beeinträchtigt, bis sich das Paar sogar vorübergehend trennt.
Thomas wiederum hat alle Hände voll zu tun, Susanne klarzumachen, wie sehr er sie liebe, doch hat damit, zumindest vorläufig, keinen Erfolg. Susannes Rolle in der „verruchten“ “Lu-Lila-Bar” soll die der mondänen Bardame sein. Dazu muss sich die Naturblondine eine schwarze Kurzhaarperücke aufsetzen. Das unkonventionelle und im besten Sinne des Wortes unzeitgemäße Lokal wird schnell zu einem beliebten Szenetreff für musikverrückte Gäste, die das Ungewöhnliche zu goutieren wissen. Musik ist omnipräsent, Evergreens und zeitgenössische Schlager werden am laufenden Band gespielt, man tanzt wie entfesselt Charleston und Shimmy. Thomas setzt derweil seine Versuche, bei Susanne zu landen, fort – in der Rolle des „Idioten-Kalle“, des Posaunisten. Herrn Brenders Bemühungen tragen erste Früchte: die Gäste rennen dem Lokal die Türen ein, und auch Lola sowie seine ehemaligen Freunde Mandler und Montag sind eingetroffen.
Diese Kumpane haben nämlich mit Brenders eine gemeinsame und noch dazu ziemlich finstere Vergangenheit. Als alle noch jung waren, wurden im Hinterzimmer der jetzigen „Lu-Lila-Bar“ ziemlich dunkle Geschäfte abgewickelt. Man arbeitete sogar für einen Rauschgiftschmugglerring. Um aus diesem kriminellen Milieu gefahrlos aussteigen zu können, täuschte Brenders vor langer Zeit seinen Tod vor und floh aus Europa nach Übersee. Dort fand er zurück zur Rechtschaffenheit und gelangte auf ehrlichem Wege zu einem beachtlichen Vermögen. Wieder zurück in der alten Heimat, will er den alten Freunden, die lange Zeit glauben mussten, er sei längst verstorben und sich dafür eine Mitschuld gaben, alles erklären. Doch die alten Mitstreiter wissen längst Bescheid. Am Ende finden auch Thomas und Susanne endlich zusammen, und selbst das zerstrittene Paar Evelyne und Rolf findet versöhnt sich wieder.

## Produktionsnotizen
Die Bauten stammen aus der Hand von Ernst H. Albrecht, die Kostüme entwarf Ina Stein. Der nicht einmal zehnjährige Ilja Richter gab hier an der Seite seiner drei Jahre jüngeren Schwester Janina sein Debüt beim Kinofilm. Erich Bredow besorgte die Choreografie, Hans Johansen war Produktionsleiter.
So toll wie anno dazumal lief am 10. August 1962 in bundesdeutschen Kinos an. Von Franz Marischka als sein bester Film bezeichnet, hatte er zwar im Berliner Zoo Palast großen Erfolg, wurde aber in Süddeutschland und Österreich kaum beachtet.

## Kritiken
„So toll wie anno dazumal … nämlich mit flottem Charleston und Shimmy, mit den kessen Schlagern der 'goldenen zwanziger Jahre' und natürlich auch einigen neuen, geht es in der Bar des etwas zwielichtigen Herrn Brendes (Hans Nielsen) zu. Es wird schwungvoll gesungen, gespielt und getanzt in diesem Lustspielfilm mit leicht kriminalistischem Einschlag, und da man sich auch mit einigen Pointen Mühe gegeben hat, fühlt man sich recht gut unterhalten.“

Im Lexikon des Internationalen Films heißt es: „Anspruchslose, mit Schlagern und Klamauk garnierte Komödie um einen ehemaligen Rauschgifthändler, der seine alte Bar wieder aufbaut, um frühere Komplizen zu finden. Unterhaltung ohne Geist und Witz.“